# Eine Schwalbe macht den Sommer
Eine Schwalbe macht den Sommer ist eine französische Filmkomödie von Christian Carion. Der Film startete in Frankreich am 5. September 2001, wo er von etwa 2,5 Millionen Zuschauern gesehen wurde. In deutschen Kinos feierte er seine Uraufführung am 1. August des folgenden Jahres.

## Handlung
Die erfolgreiche Sandrine ist 30 Jahre alt und Internet-Spezialistin. Sie ist gelangweilt von ihrem Beruf, mit ihrem Freund hat sie sich auseinandergelebt. Um dem zu entfliehen, fängt sie eine zweijährige Ausbildung an einer Landwirtschaftsschule an. Auf verschiedenen Bauernhöfen macht sie in dieser Zeit Berufspraktika. Sie kauft den einsam gelegenen Bauernhof des eigenbrötlerischen Adrien für 450.000 Francs. Den Teil des Hofes, über den sie bestimmen kann, lässt sie umbauen. Sie bietet Schulklassen an, das Leben auf einem Bauernhof kennenzulernen, vermietet Zimmer als Gîtes de France und verkauft ihren Ziegenkäse über das Internet sogar nach Deutschland. Das Alles ist Adrien ein Gräuel. Dieser hat das Recht, noch 18 Monate auf seinem ehemaligen Besitz zu leben, bis er zu seinem Neffen nach Grenoble ziehen kann. Er nutzt die ungewohnte Freizeit, um Sandrine misstrauisch zu beobachten und ihre Arbeit – wann immer es möglich ist – zu behindern. Dagegen will sie sich nur mit ihm anfreunden. Langsam bemerkt sie, wie er ihr bei den schweren Tätigkeiten hilft. Bald hat er Vertrauen in sie gewonnen, woraus sich eine tiefe Freundschaft entwickelt.

## Kritiken
Das Lexikon des internationalen Films nennt den Film eine „stimmungsvolle, betonte naturalistisch gefilmte Geschichte der Annäherung zweier Generationen und ihrer Lebensauffassungen“, die viel über das moderne Leben in Stadt und Land jenseits der gängigen Klischees aussage. Des Weiteren sei er ein „bewegender Debütfilm mit glänzenden Schauspielern“.
Michael Ranze lobte im Hamburger Abendblatt vom 1. August 2002 den Film als „ebenso amüsante wie realistisch erzählte Story“ und „geradlinig erzählte Tragikomödie“, die aber auch immer einen „wirklichkeitsnahen Blick“ auf die Arbeit der Bauern werfe. Dies sei vor allem ein Verdienst des „großartigen Schauspieler-Duos“ (Michel Serrault und Mathilde Seigner) und der „wunderschönen Aufnahmen aus den französischen Voralpen“.
Matthias Grimm befand in der Filmzeitschrift Schnitt, Christian Carion konterkariere das „romantische Thema des Eskapismus“ durch einen „realistischen Stoizismus“, der die Erlösung nicht als „schicksalhafte, metaphysische Bedingung“ erkläre, sondern über die Askese das „Einnehmen eines natürlichen Ortes“ propagiere. Sich ganz dieser Aussage verpflichtend, nehme sich die Kameraführung bewusst zurück, um in Nuancen ihre Stärken auszuspielen. Dies seien Blicke, die „Momente zu lange dauern“, oder der Tonschnitt, der „Lebensweisen und Gemütszustände subtil zu kontrastieren“ wisse.

## Auszeichnungen
Bei der César-Verleihung war der Film in den Kategorien Bestes Erstlingswerk und Bester Nebendarsteller nominiert.